# Lago Agassiz
Il lago Agassiz fu un immenso lago di origine glaciale esistito tra il X e il VII millennio a.C. localizzato nelle regioni centrali dell'America settentrionale.
La sua esistenza fu postulata per la prima volta da William Keating nel 1823, e gli venne assegnato in seguito il nome in onore di Louis Agassiz nel 1879.
Formatosi circa 11 700 anni fa, il lago ricopriva gran parte del Manitoba, dell'Ontario occidentale, parte del Minnesota, Nord Dakota e Saskatchewan. Potrebbe aver raggiunto le dimensioni massime di 440 000 chilometri quadrati, il 25% in più della superficie del mar Caspio.
Circa 8 500 anni fa, con il ritiro dei ghiacci, il lago Agassiz si ridusse di dimensione, ma ricopriva ancora le pianure a sud della Baia di Hudson. Le sue acque iniziarono a scaricarsi prima nel fiume Mississippi attraverso il fiume Minnesota, in seguito nel fiume San Lorenzo, riversandosi assieme alle acque del lago glaciale Ojibway nell'Oceano Atlantico settentrionale. L'apporto massiccio di acqua di disgelo potrebbe aver influenzato la circolazione termoalina del Nord Atlantico, riducendo il trasporto di calore verso nord e causando un significativo raffreddamento dell'oceano e, conseguentemente, del clima globale. Tale evento è registrato come "evento di 8,2 ka BP".
L'antico lago ha lasciato poche tracce: il lago Winnipeg, il lago Winnipegosis, il lago Manitoba e il lago dei Boschi su tutti, ma anche fertili valli, come quella dei fiumi Red River del Nord e Assiniboine.